# Hampton National Historic Site
Le Hampton National Historic Site est une aire protégée américaine dans le comté de Baltimore, dans le Maryland. Désigné site historique national le 22 juin 1948, ce domaine incluant une vaste maison appelée Hampton Mansion est inscrit au Registre national des lieux historiques le 15 octobre 1966.